# نيفينازون
نيفينازون (بالإنجليزية: Nifenazone)‏ هو دواء يستخدم كمسكن ألم لعدد من الحالات الروماتيزمية.

## التصنيف العلاجي
مسكن ألم ، خافض حرارة، وعامل مضاد للإلتهاب.
دواء مضاد التهاب غير ستيروئيدي، NSAID